# Caetés (Pernambuco)
Caetés é um município brasileiro do estado de Pernambuco, situado no Agreste.
A localidade, desmembrada do município de Garanhuns em 1963, é conhecida por ser a terra natal do presidente da República Luiz Inácio Lula da Silva. Destaca-se na geração de energia eólica.

## História
A cidade de Caetés surgiu de um povoado fundado por Miguel Quirino dos Santos. Até 1938 a localidade chamava-se "São Caetano". Emancipou-se como município em 13 de setembro de 1963, desmembrando-se do município de Garanhuns.
Segundo o IBGE, "O nome da cidade de Caetés tem como origem uma imagem de São Caetano, comprada pelo sobrinho do fundador Miguel Quirino dos Santos. E originou-se do nome de um índio civilizado, Caetano, da tribo dos Caetés".

## Geografia
O município localiza-se no Planalto da Borborema. A vegetação predominante é a caatinga hiperxerófila.
Caetés é formado pelo distrito sede e pelos povoados de Ponto Alegre, Atoleiro, Barriguda, Bastiões, Vila Araçá, Várzea Comprida, Várzea Suja e Queimada Grande.
Seus principais produtos agrícolas são a mandioca, milho, feijão e algodão, registrando também atividade pecuária.

### Clima
O município está incluído na área geográfica de abrangência do semiárido brasileiro, definida pelo Ministério da Integração Nacional em 2005. Esta delimitação tem como critérios o índice pluviométrico inferior a 800 mm, o índice de aridez até 0,5 e o risco de seca maior que 60%.
Dados do Departamento de Ciências Atmosféricas, da Universidade Federal de Campina Grande (UFCG), mostram que Caetés apresenta um clima com média pluviométrica anual de 758,4 mm  sendo o mês de Julho com maior precipitação e menor temperatura média mensal com 17,9 ºC, e o mês de Dezembro o mês com a temperatura média mensal mais alta, com 22,3 ºC.
| Dados climatológicos para Caetés                      | Dados climatológicos para Caetés | Dados climatológicos para Caetés | Dados climatológicos para Caetés | Dados climatológicos para Caetés | Dados climatológicos para Caetés | Dados climatológicos para Caetés | Dados climatológicos para Caetés | Dados climatológicos para Caetés | Dados climatológicos para Caetés | Dados climatológicos para Caetés | Dados climatológicos para Caetés | Dados climatológicos para Caetés | Dados climatológicos para Caetés |
| Mês                                                   | Jan                              | Fev                              | Mar                              | Abr                              | Mai                              | Jun                              | Jul                              | Ago                              | Set                              | Out                              | Nov                              | Dez                              | Ano                              |
| ----------------------------------------------------- | -------------------------------- | -------------------------------- | -------------------------------- | -------------------------------- | -------------------------------- | -------------------------------- | -------------------------------- | -------------------------------- | -------------------------------- | -------------------------------- | -------------------------------- | -------------------------------- | -------------------------------- |
| Temperatura máxima média (°C)                         | 29,3                             | 29,0                             | 28,5                             | 27,6                             | 25,4                             | 24,0                             | 23,4                             | 24,5                             | 26,4                             | 28,8                             | 29,5                             | 29,6                             | 27,2                             |
| Temperatura média (°C)                                | 22,2                             | 22,2                             | 22,0                             | 21,5                             | 20,2                             | 18,9                             | 17,9                             | 18,1                             | 19,3                             | 21,1                             | 22,0                             | 22,3                             | 20,6                             |
| Temperatura mínima média (°C)                         | 18,6                             | 18,6                             | 18,8                             | 18,8                             | 18,0                             | 16,8                             | 15,8                             | 15,5                             | 16,3                             | 17,2                             | 17,9                             | 18,2                             | 17,5                             |
| Precipitação (mm)                                     | 34,8                             | 73,3                             | 103,9                            | 102,6                            | 86,8                             | 98,8                             | 106,5                            | 45,0                             | 40,1                             | 13,0                             | 21,5                             | 38,7                             | 758,4                            |
| Fonte: Departamento de Ciências Atmosféricas da UFCG. |                                  |                                  |                                  |                                  |                                  |                                  |                                  |                                  |                                  |                                  |                                  |                                  |                                  |

## Organização Político-Administrativa
O Município de Caetés possui uma estrutura político-administrativa composta pelo Poder Executivo, chefiado por um Prefeito eleito por sufrágio universal, o qual é auxiliado diretamente por secretários municipais nomeados por ele, e pelo Poder Legislativo, institucionalizado pela Câmara Municipal de Caetés, órgão colegiado de representação dos munícipes que é composto por 11 vereadores também eleitos por sufrágio universal.

### Atuais autoridades municipais de Caetés
- Prefeito: Nivaldo da Silva Martins "Tirri" - REPU (2025/-)[12]
- Vice-prefeito: José Ronaldo de Melo - PP (2025/-)[12]
- Presidente da Câmara:Celestino Lopes - REPU(2025/-)[12]